# Districten van Syrië
Syrië is administratief opgedeeld in de volgende 14 gouvernementen (muhafazah). De gouvernementen zijn onderverdeeld in zestig districten (manatiq), die op hun beurt weer onderverdeeld zijn in subdistricten (nawahi).
De Syrische districten zijn (per gouvernement):

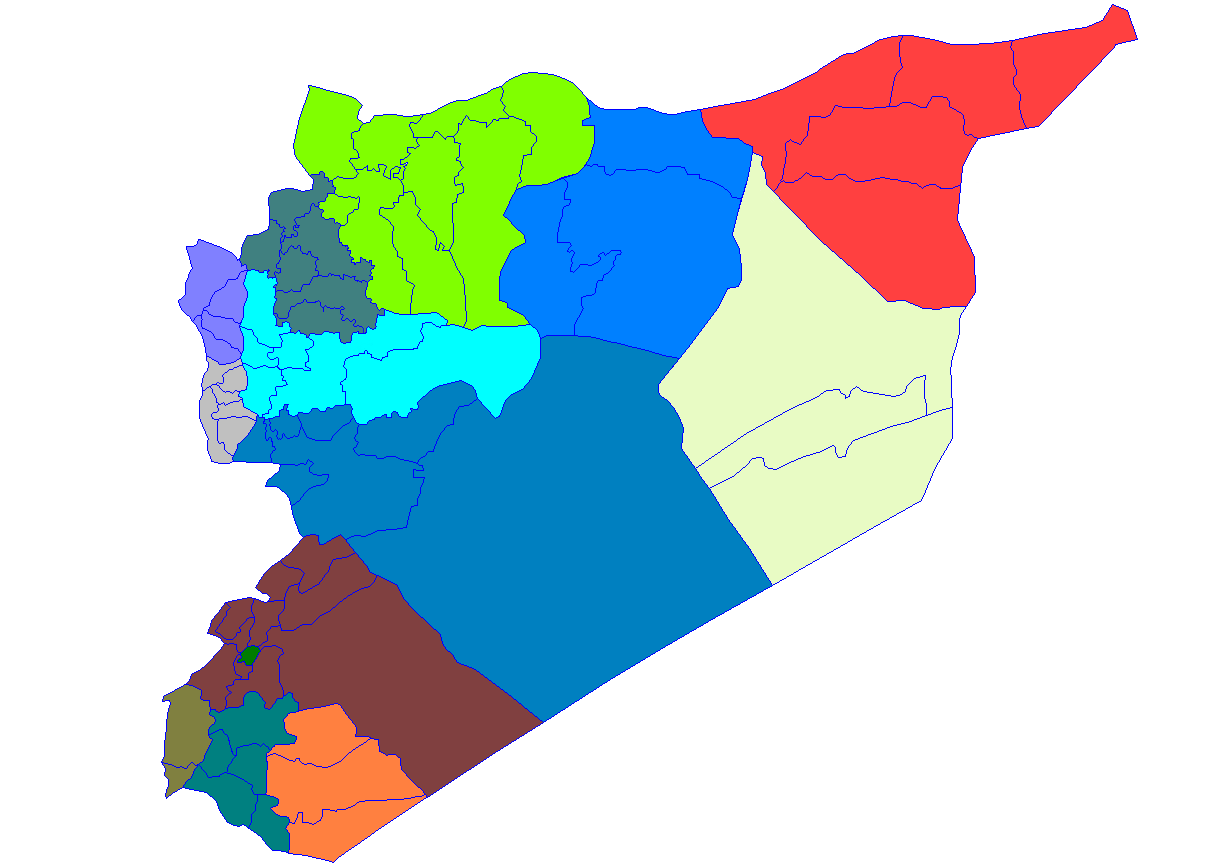
Districten van Syrië
Al-Hasakah
Deir ez-Zor
Ar-Raqqah
Aleppo
Idlib
Latakia
Tartus
Hama
Homs
Rif Dimashq
As-Suwayda
Daraa
Quneitra

## Al-Hasakah
- Al-Hasakah
- Al Qamishli
- Al-Malikiyah
- Ra's al-'Ayn

## Aleppo
- 'Ayn al-'Arab
- Afrin
- Al Bab
- As-Safirah
- A'zaz
- Jabal Sam'an
- Jarabulus
- Manbij

## Ar-Raqqah
- Ar-Raqqah
- Ath-Thawrah
- Tal Abyad

## As-Suwayda
- As-Suwayda
- Salkhad
- Shahba

## Daraa
- As-Sanamayn
- Daraa
- Izra'

## Deir ez-Zor
- Abu Kamal
- Mayadin
- Deir ez-Zor

## Hama
- As-Suqaylabiyah
- Hama
- Masyaf
- Muhardeh
- Salamiyah

## Homs
- Al-Mukharram
- Al-Qusayr
- Ar-Rastan
- Homs
- Palmyra
- Talkalakh

## Idlib
- Arihah
- Harem
- Idlib
- Jisr ash-Shugur
- Ma'arrat al-Numan

## Latakia
- Al-Haffah
- Jableh
- Latakia
- Qardaha

## Quneitra
- Fiq
- Quneitra

## Rif Dimashq
- Al-Qutayfah
- An-Nabk
- At-Tall
- Darayya
- Markaz Rif Dimashq
- Duma
- Qatana
- Yabrud
- Zabadani

## Tartus
- Ash-Shaykh Badr
- Baniyas
- Duraykish
- Safita
- Tartus